# 渡部通子
渡部 通子（わたなべ みちこ、1932年4月5日 - 2010年12月23日）は、日本の政治家。公明党衆議院議員（1期）、参議院議員（1期）。夫は元公明党衆議院議員の渡部一郎。

## 経歴
日本統治時代の朝鮮全北裡里（現・韓国全北特別自治道益山市）生まれ。京城第一公立高等女学校在学時に引き揚げ。1956年早稲田大学法学部卒業。聖教新聞記者、潮出版社編集局次長、同取締役を歴任した。また、1966年まで創価学会女子部長を務めた。1969年の第32回衆議院議員総選挙で東京1区から公明党公認で立候補して初当選する。1972年の第33回衆議院議員総選挙で落選。1977年の第11回参議院議員通常選挙で兵庫県選挙区から立候補して当選した。参議院議員は1期で引退した。この他公明党中央委員、国民生活局長、婦人局次長などを務めた。2010年死去。

## 人物
- 趣味は読書[1]
- 夫の一郎とは聖教新聞記者時代に結婚した[5]。